# Naturschutzgebiet Rümmecketal
Das Naturschutzgebiet Rümmecketal ist ein Naturschutzgebiet westlich von Freienohl im Stadtgebiet von Meschede. Es hat eine Flächengröße von 18,37 ha und wurde 2020 vom Kreistag des Hochsauerlandkreises mit dem Landschaftsplan Meschede als Naturschutzgebiet (NSG) ausgewiesen. Von 1994 bis 2020 gehörte die heutige NSG-Fläche zum Landschaftsschutzgebiet Meschede. Das NSG grenzt direkt an die Stadtgrenze zu Sundern, wo sich das Naturschutzgebiet Oberlauf der Rümmecke anschließt.

## Gebietsbeschreibung
Beim NSG handelt es sich um den weitgehend naturnahen Rümmecke im Stadtgebiet Meschede und Bereiche der Aue. Die Aue ist überwiegend mit Fichten bestockt. Im östliche NSG-Teil wurde die ehemals grünlandgenutzte Talsohle im Zuge von Kompensationsmaßnahmen für den Bau der A 46 mit standortgerechtem Laubholz aufgeforstet. Auf Höhe der Nordwestspitze des südlich unmittelbar angrenzenden Naturschutzgebiet Olper Höhe - Winterseite unterbricht eine artenreiche, offenbar brachfallende Nassweide den bewaldeten Talgrund. Ansonsten bildet der Rümmeckeverlauf mit seinen bachbegleitenden Quellfluren, Feuchtsäumen und Erlenwaldrelikten ein Verbundsystem gesetzlich geschützter Biotope nach § 30 BNatSchG, zu dem auch die vielen, beidseitig zufließenden Siepen gehören, die das Haupttal mit den großflächig angrenzenden Waldgebieten verzahnen. Ein künstlich angestauter Feuerlöschteich unterbricht gut 600 m unterhalb der Stadtgrenze die zusammenhängende Talaue, darüber hinaus sind nur geringfügige Eingriffe in die Talstruktur erkennbar. Eine Brunnengalerie zur Trinkwassergewinnung und ehemalige kleine Fischteiche liegen in der Aue.

## Schutzzweck
Zum Schutzzweck des NSG führt der Landschaftsplan auf: „Schutz des naturnahen Fließgewässersystems und seiner oft torfmoosreichen Feuchtwald-Sonderstandorte; Erhaltung und Wiederherstellung schutzwürdiger Waldgesellschaften entlang eines herausragenden, die umgebende Waldlandschaft gliedernden und prägenden Talverlaufes in Ergänzung der entsprechenden NSG-Festsetzung im LP Sundern im Sinne eines Biotopverbundes; Sicherung von besonders schutzwürdigen Lebensräumen nach § 30 BNatSchG und von artenreichen, tlw. seltenen Pflanzenvorkommen.“

## Zusätzliche Entwicklungsmaßnahme
Als zusätzliche Entwicklungsmaßnahme enthält der Landschaftsplan die Festsetzung vorhandenes und auflaufendes Nadelholz (Fichten) ist vorrangig auf den quelligen potentiellen Bruchwaldstandorten regelmäßig zu entfernen zugunsten einer natürlichen Entwicklung der potenziell vorhandenen Feuchtwald-Vegetation.